# Ute Aurand
Ute Aurand (* 6. Mai 1957 in Frankfurt am Main) ist eine deutsche experimentelle Filmemacherin, Kuratorin und Dozentin. Sie lebt in Berlin.

## Werdegang
Ute Aurand studierte von 1979 bis 1985 an der Deutschen Film- und Fernsehakademie Berlin (DFFB). Großen Einfluss auf ihre Arbeit hatten die Zusammenarbeiten mit Kollegen sowie Elfi Mikesch, Ulrike Ottinger, Maya Deren und Jonas Mekas. Seit ihrem Abschluss arbeitet sie als freie Filmemacherin, Multiplikatorin, Kuratorin und Publizistin. Ute Aurand begreift ihre 16-mm Bolex-Kamera als unmittelbares Sehinstrument und die Mechanik der aufziehbaren Kamera nutzt sie für ihre Werke. Ihre Filme bewegen sich auf dem Terrain zwischen Kino, Komposition und zeitgenössischer Kunst. Rhythmus als Energie und Bewegungsorganisation ist für sie ein wichtiges Element. Das belgische Filmfestival Courtisane schrieb 2017 über die Arbeitsweise:

For Aurand, the rhythm is essential. “You can call it ‘music’, but for me it is rhythm. Rhythm is energy and movement, rhythm creates space in my films.”
Cornelia Klauß schreibt am 14. März 2016 in ihrem Porträt von Ute Aurand mit dem Titel Auftritt des Augenblicks:
Auf den Kurzfilmtagen in Oberhausen gewinnt sie mit diesem, ihrem ersten 7-Minüter, den Experimentalfilmpreis, der seinerzeit sicher eine wichtige Bestätigung bedeutete, sich bewusst von den Trends der damaligen Zeit abzusetzen, als die (männlichen) Vertreter des neuen deutschen Films wie Wenders, Fassbinder und Herzog den Begriff des Autorenfilms besetzten. Ihre Inspirationen fand sie anderswo: REMINISCENCES FROM A JOURNEY TO LITHUANIA von Jonas Mekas sowie in den Filmen von Elfie Mikesch, Ulrike Ottinger und Maya Deren.
Seit 1981 kuratiert sie Filmprogramme wie Lichtgedichte/Lichtgedichte, Hyazinthen und Poetinnen mit der Kamera/Dichterinnen mit der Kamera sowie monografische Programme mit Filmen von Marie Menken, Margaret Tait und Utako Koguchi. 1987 gründete sie die Ute Aurand Filmproduktion.
1991 arbeitete sie zusammen mit Maria Lang an einem Forschungsprojekt zu Studentinnen an der DFFB, in dessen Rahmen sie auch einen Filmclub an der Hochschule gründeten. Ziel des Projektes war es „die Geschichtsschreibung über Frauen um einen wesentlichen Teil [zu] bereichern.“ und es mündete schließlich in der Herausgabe eines Buches in 2 Bänden Frauen machen Geschichte – 25 Jahre Studentinnen an der dffb und gibt einen Überblick über alle Studentinnen, die zwischen 1966 und 1991 an der DFFB studierten (Band 1: Bio- und Filmographien, Band 2: Texte zu den Filmen). Dies ist die bislang umfassendste Veröffentlichung zur Geschichte der DFFB.
Von 1990 bis 1995 präsentierte sie gemeinsam mit Maria Lang die Reihe Filmarbeiterinnen-Abend im Kino Arsenal, Berlin, an denen sie ausschließlich Filme von Frauen zeigten. 1995 bis 1996 kuratierte sie zu 100 Jahre Kino die Reihe Sie zum Beispiel in den Kinos Arsenal und in Babylon, in denen 12 Filmemacherinnen/Künstlerinnen ihre persönliche Auswahl an Filmen anderer Filmemacherinnen zusammenstellten und präsentierten.
1997 gründete sie zusammen mit Renate Sami und Theo Thiesmeier die Gruppe FilmSamstag (Filmsamstag), später mit Bärbel Freund, Karl Heil, Milena Gierke und Johannes Beringer, um bis 2007 ein monatliches Filmprogramm im Kino Filmkunsthaus Babylon Mitte zu präsentieren.
Seit 1989 ist sie auch als Dozentin tätig und unterrichtet an deutschen und Schweizer Filmschulen. Unter anderem lehrte sie an der Hochschule für bildende Künste Hamburg, der Hochschule für Künste Bremen und der Hochschule für Gestaltung Zürich (1997–2003). Im März 2015 gründete sie die Bolex-Werkstatt an der DFFB, wo sie auch unterrichtet.
Im September 2014 nahm sich Maria Lang das Leben. Zwei Filme von mir über mich hieß eine von Ute Aurand zusammengestellte Werkschau ihrer Filme, die vom 21. bis zum 24. September 2017 im Zeughauskino in Berlin zu sehen war. 2017 erschien die Textsammlung Maria Lang: Texte zum Film, herausgegeben von Ute Aurand.
Sie zeigt ihre Filme immer wieder auf der Berlinale und bei Festivals auf der ganzen Welt wie TIFF (Wavelengths), IRFF, Media City Film Festival, Punto de Vista, Courtisane Festival Gent, NYFF (Views From The Avantgarde), dem Harvard Film Archive, dem Pacific Film Archive, den Kurzfilmtagen Oberhausen, auf Filmtournee in Japan und den USA. 2014 wurde ihr Filmschaffen unter dem Titel To Be Here: The Films of Ute Aurand in der Tate Modern gewürdigt. Sie war Featured Artist auf dem Robert Flaherty Seminar 2016 und 2013 zeigte das Österreichische Filmmuseum, Wien zwei Überblicksprogramme.

## Filmografie
- 1980 Schweigend ins Gespräch vertieft; 7 min.
- 1982 Umweg; mit Ulrike Pfeiffer, 12 Min.
- 1985 Paul Celan liest; 5 min.
- 1987 Feucht-Trocken-Warm-Kalt-Island; mit Margarita Albrecht, 30 min.
- 1988 Oh! Die vier Jahreszeiten; mit Ulrike Pfeiffer, 20 min.
- 1993 Detel+Jón 1988–1993; 33 min.
- 1994 Bärbel und Charly; mit Bärbel Freund und Karl Heil, 35 min.
- 1995 Kleine Blumen, kleine Blätter; 48 min.
- 1995 Maria und die Welt; 15 min.
- 1998 Terzen; 50 min.
- 1999 Fadenspiele; mit Detel Aurand, 8 min.
- 2001 Filmmuseum Berlin; 21 min.
- 2002 Im Garten; mit Bärbel Freund, 29 min.
- 2002 Tulipan; mit Bärbel Freund, 1 min.
- 2002 Für Frau Foerster; mit Bärbel Freund, 3 min.
- 2004 Halbmond für Margaret; 18 min.
- 2005 India; 57 min.
- 2006 Der Schmetterling im Winter; mit Maria Lang, 29 min.
- 2006 Hier ist es zur Zeit sehr schön; mit Maria Lang, 55 min.
- 2008 In die Erde gebaut; 42 min.
- 2008 Im Park; 6 min.
- 2008 A Walk; 4 min.
- 2008 Zuoz; 1 min.
- 2009 Kopfüber im Geäst; 15 min.
- 2011 Paulina; 5 min.
- 2011 Franz; 5 min.
- 2011 Maria; 3 min.
- 2011 Junge Kiefern; 43 min.
- 2011 Susan; 5 min.
- 2011 Lisbeth; 2 min.
- 2013 To Be Here; 38 min.
- 2013 Fadenspiele 3; mit Detel Aurand, 9 min.
- 2014 Philipps 60. Geburtstag; 5 min.
- 2015 Sakura, Sakura; 2 min.
- 2016 Four Diamonds; 4 min.
- 2017 Lisa; 4 min.
- 2019 Rasendes Grün mit Pferden (Rushing Green with Horses)
- 2020 Glimpses from a Visit to Orkney in Summer 1995
- 2021 RENATE
- 2023 Arsenal Filmarchive
- 2023 To Brasil

## Schriften
- Maria Lang: Texte zum Film. hrsg. von Ute Aurand, Berlin 2017, ISBN 978-3-00-057410-8.
- Frauen machen Geschichte: 25 Jahre Studentinnen an der DFFB. Band 1, hrsg. von Ute Aurand und Maria Lang. Berlin 1991.